# Nitrate-réductase à ferrédoxine
La nitrate-réductase à ferrédoxine ou ferrédoxine-nitrate-réductase est une oxydoréductase qui catalyse la réaction :
NO2− + H2O + 2 ferrédoxines oxydées  {\displaystyle \rightleftharpoons }  NO3− + 2 ferrédoxines réduites + 2 H+.
Cette enzyme est une protéine fer-soufre utilisant le molybdène comme cofacteur.